# 1944-es magyar tekebajnokság
Az 1944-es magyar tekebajnokság a hetedik magyar bajnokság volt. A férfiak bajnokságát május 13. és június 4. között rendezték meg Budapesten, több helyszínen, a nőkét június 8-án Budapesten, a Kőbányai Kaszinó Füzér utcai pályáján.

## Eredmények
| Versenyszám  | Arany                                        | Arany | Ezüst                         | Ezüst | Bronz                          | Bronz |
| ------------ | -------------------------------------------- | ----- | ----------------------------- | ----- | ------------------------------ | ----- |
| Férfi egyéni | Staffa Károly Előre TE                       | 852   | Majtán Kálmán Kecskeméti MÁV  | 840   | Kolmann István BSzKRt SE       | 835   |
| Női egyéni   | Ozsváth Anna Köztisztviselők Szövetkezete SE | 495   | Botos Józsefné Kecskeméti MÁV | 484   | Miklós Istvánné Kecskeméti MÁV | 483   |